# محمد العمادي (وزير سوري)
محمد العمادي وزير سوري سابق من مواليد دمشق عام 1930 شغل منصب وزير الاقتصاد السوري لأكثر من 15 عاما، شغل منصب رئيس مجلس الأمناء في الجامعة العربية الدولية الخاصة.
توفي بتاريخ 29 حزيران 2022 في دمشق.

## أبو الاقتصاد
كان الاقتصاد السوري يمرّ بحالة خطرة، وهناك وضع دولي معقّد، وواجه العمادي – كما يقول في كتابه «هموم التنمية، حوادث لن أنساها» ـ نحو 24 موضوعاً كانت بحاجة للمعالجة تتعلّق بتأمين بعض المواد الأولية، والعمل على التصدير والتعيينات الإدارية ومشكلات سعر الصرف والتسعير ودور غرف التجارة والصناعة والاستثمار وغيرها.
استدعي العمادي في نيسان 1985 من عمله في الكويت، وطُلب منه تسلّم حقيبة الاقتصاد والتجارة الخارجية بطلب من الرئيس حافظ الأسد. ولكنه فوجئ بعدم وجود احتياطي نقدي من العملات الأجنبية في مصرف سوريا المركزي، وهو ما يعني إيقاف جميع عمليات الاستيراد من الأسواق الخارجية، والتي تتم عادة ب الدولار. وهو بالفعل القرار الذي اتخذه على الفور، رافعاً شعار بأن الأولوية في الاستيراد من أجل الخبز فقط، وأن ما تبقى هو مواد كمالية لا ضرورة لاستيرادها، بما فيها بعض المواد الأساسية، كالسكر والشاي والقهوة والزيت، وغيرها العديد من المواد الغذائية.
وبالفعل نجحت سياسة العمادي، في توفير أول رصيد في البنك المركزي من العملات الأجنبية، والذي بلغ في العام 1986 نحو 30 مليون دولار فقط.وفي هذه الأثناء كانت خطته تقوم على تحقيق الاكتفاء الذاتي من المواد الغذائية، من القمح والخضروات والفواكه، وهو ما نجح في تحقيقه كذلك مع نهاية العام 1989.. إذ أصبحت سوريا في ذلك التاريخ، ولأول مرة، دولة غير مستوردة للقمح، ومثلها للعديد من المواد الغذائية.
وكان العمادي، ومنذ العام 1986، قد اشتغل على ثلاثة مشاريع اقتصادية إستراتيجية، لإخراج الاقتصاد السوري من محنته واعتماده على إمكانياته الذاتية، ومن هذه المشاريع، كان فتح باب الاستثمار للقطاع الخاص، بالإضافة إلى إنشاء سوق للأوراق المالية، وفتح المجال للمصارف الخاصة للعمل على الأراضي السورية، والاستفادة من التحصيلات الضريبية من خلالها.
ويرى الكثير من المحللين أنه لولا العمادي، لكانت سوريا أصبحت، ومنذ الثمانينات من القرن الماضي، دولة شبيهة بدول المجاعات الأفريقية.. حيث أنه لا أحد ينكر نزاهة الرجل، وإخلاصه في عمله، حتى بات يطلق عليه لقب «أبو الاقتصاد السوري».

## مناصبه
- رئيس مجلس إدارة جمعية دور النعيم للأيتام.
- نائب رئيس جمعية العلوم الاقتصادية.
- وزير سابق للتخطيط والاقتصاد.
- المدير العام ورئيس مجلس الإدارة للصندوق العربي للإنماء الاقتصادي والاجتماعي.
- رئيس مجلس الإدارة للصندوق العربي للإنماء الاجتماعي في الكويت.
- رئيس اتحاد الاقتصاديين العرب.
- عضو اللجنة العليا للخبراء لمنظمة اليونيدو.
- رئيس مجلس محافظي البنك الدولي وصندوق النقد الدولي في الاجتماع السنوي في الفلبين.
- رئيس الفريق الفني للأمن الغذائي العربي.
- الرئيس المناوب للجنة المساعدات التنموية ممثلاً للمانحين العرب.
- رئيس الصندوق العرب لمحو الأمية وتعليم الكبار.
- رئيس مجموعة /24/الخاصة بالدول النامية في صندوق النقد الدولي.
- رئيس مجلس مفوضي سوق دمشق للأوراق المالية.